# Подборовье (Струго-Красненский район)
Подборовье — деревня в Струго-Красненском районе Псковской области России. Входит в состав сельского поселения Новосельская волость.

## География
Находится на северо-востоке региона, в западной части района, в лесной местности около оз. Соседно, реки Островенка, деревни Соседно. 
Уличная сеть не развита.

## История
Согласно Закону Псковской области от 28 февраля 2005 года деревня Подборовье вошла в состав образованного муниципального образования Новосельская волость.

## Население
| 2001 | 2002 | 2010 | 2011 |
| ---- | ---- | ---- | ---- |
| 11   | ↗12  | ↘6   | ↗9   |

## Инфраструктура
Личное подсобное хозяйство. Вывоз леса, деревообработка.
Почтовое отделение, обслуживающее д. Подборовье, — 181150; расположено в волостном центре д.  Новоселье.

## Транспорт
Деревня доступна по местной автодороге и по просёлочным дорогам .